# Sarah Megan Thomas
Sarah Megan Thomas (n. 18 de febrero de 1979) es una actriz, guionista, directora y productora estadounidense. Fue la creadora del concepto, coescribió la historia, produjo y protagonizó la película Equity de Sony Pictures Classics, que fue muy bien recibida por la crítica, y estrenada en Sundance , siendo una de las críticas del New York Times cuando se estrenó a nivel nacional.
En 2020, Sarah lanzó la película A Call to Spy, en la cual además de escribirla y producirla, protagonizó con el papel de la espía estadounidense Virginia Hall. La película fue bien recibida, siendo catalogada como el «combustible para la taquilla especializada» en un panorama de pandemia. Recibió el premio "Stand Up" de la Liga Antidifamación 2020 como parte del estreno del largometraje en el Festival Internacional de Cine de Santa Bárbara. IndieWire la elogió, destacando su actuación en particular al decir que «Sarah Megan Thomas es la destacada». En 2017, Fortune seleccionó a Sarah para su lista de "Mujeres más poderosas, próxima generación", presentándola como panelista en su cumbre anual.

## Primeros años y educación
Thomas nació como hija de Regina O'Brien Thomas y Frank M. Thomas Jr., ambos abogados. Asistió a la Escuela Shipley de Haverford, Pensilvania, en la cual participó del taller de teatro. Fue un entusiasta participante en deportes como el remo y el baloncesto, siendo la primera atleta en su escuela secundaria en anotar más de 1000 puntos en dicha disciplina. Mientras asistía al Williams College, se centró en la actuación, completando sus estudios en el extranjero, en instituciones como el Drama Studio London y la Royal Academy of Dramatic Art. Posteriormente se mudó a Nueva York para buscar trabajos en la pantalla y off-Broadway.

## Trayectoria

### Teatro
Thomas, de formación clásica, protagonizó la obra off-Broadway, Loves Labour's Lost, interpretado a Berowne(a). A su vez, interpretó a Eva Braun en la exitosa obra Summit Conference, extendida debido a la demanda popular.

### Cine y Televisión
En 2012, Thomas guionó, produjo y protagonizó, junto a James Van Der Beek, la película romántica, Backwards,  en el que interpreta a una aspirante olímpica que no logra competir en el remo en los Juegos Olímpicos. 
Para el filme Equity de 2016, Thomas volvió a tener créditos tanto en el guion como en la producción, además de se la coprotagonista junto a Anna Gunn de Breaking Bad. Equity fue la primera función de Wall Street impulsada por mujeres, y elogiada por su precisión. La selección del Festival de Cine de Sundance 2016 fue adquirida por Sony Pictures Classics. ABC compró los derechos de la película para ser convertida en un piloto con Sarah productora ejecutiva junto a Amy Pascal.
Comenzó a investigar el Ejecutivo de Operaciones Especiales (SOE), una organización secreta británica durante la Segunda Guerra Mundial,  y a las agentes femeninas que emplearon, mientras estaba en la gira de prensa de Equity en 2016, antes de hablar con los familiares vivos de los agentes y analizar los archivos de espionaje de las agentes. De dicha investigación resultó la película de 2019, A Call to Spy, la cual sigue a  Virginia Hall, Vera Atkins y Noor Inayat Khan, agentes de operaciones especiales que ayudaron en la Resistencia francesa contra el régimen nazi. Escrita, producida y protagonizada por Thomas como Virginia Hall, A Call to Spy fue dirigida por Lydia Dean Pilcher. The Guardian describió el largometraje como una «representación meticulosa de mujeres agentes en tiempos de guerra» mientras Thomas retrata el ascenso de Hall a través de las filas de espías hasta ser introducida de contrabando en el centro de la resistencia francesa en Lyon, en Vichy, Francia. A Call To Spy fue lanzada por IFC Films, y fue elogiada por la CIA por su precisión técnica.
Sarah Megan Thomas ha tenido apariciones en series de televisión a lo largo de su carrera, incluidos Law and Order, SVU.

## Filmografía
| Año  | Título        | Actriz | Guionista | Productora | Ref. |
| ---- | ------------- | ------ | --------- | ---------- | ---- |
| 2012 | Backwards     | Sí     | Sí        | Sí         |      |
| 2016 | Equity        | Sí     | Sí        | Sí         |      |
| 2019 | A Call to Spy | Sí     | Sí        | Sí         |      |

## Vida personal
Sarah Megan Thomas contrajo matrimonio con Jason Steven Donehue el 31 de mayo de 2008 en la Iglesia de Santa María de Filadelfia.